# Nimonic

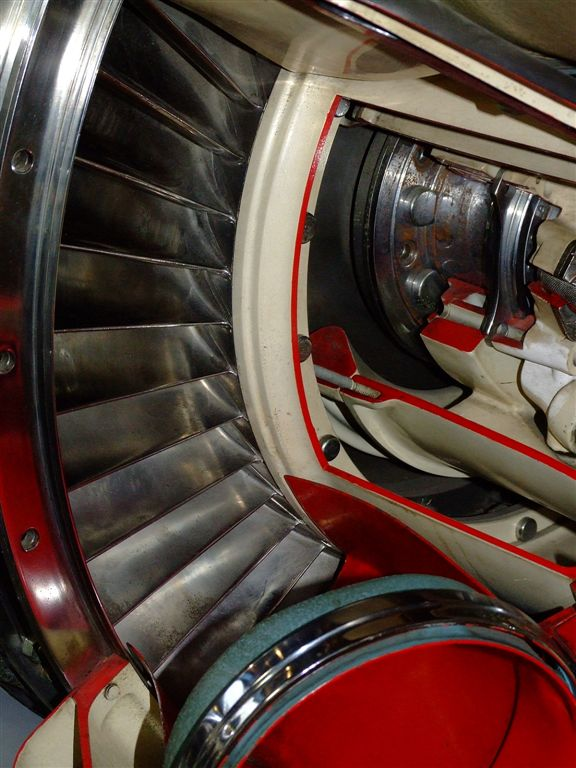
Les pales de la turbine du moteur Rolls-Royce Nene utilisaient un alliage Nimonic 80.

Nimonic est une marque déposée de Special Metals Corporation (en) désignant une famille de superalliages à base de nickel à faible fluage à haute température.

## Composition
Le Nimonic 80 est un alliage à base de nickel (environ 70 %) et contenant environ 20 % de chrome, développé par le métallurgiste britannique Leonard Bessemer Pfeil (en) en 1941, et utilisé dans le turboréacteur Power Jets W.2B. Une version légèrement modifiée, le Nimonic 80A sortit 4 ans plus tard,. 
Sa variante 81 contient un taux plus élevé de chrome (environ 30 %) qui lui confère une bonne résistance à la corrosion à chaud. Des ajouts contrôlés de titane (environ 2 %) et d'aluminium (environ 1 %) permettent de le durcir. D'autres éléments sont présents dans l'alliage, comme le cobalt (2 %) et le fer (1 %).
Sa variante 90 (mise au point en 1945) est moins riche en chrome (environ 20 %) et plus riche en cobalt (15 à 20 %), ce qui la disqualifie pour certaines applications nucléaires. Les taux de titane et d'aluminium sont similaires, la présence de manganèse et de silicium est notable (1 %).
Les pièces peuvent être durcies par des traitements thermiques de 16 heures à 600 à 750 °C, selon les préconisations du forgeron.

## Propriétés
Elles varient selon la nuance précise, :
- densité : 8 à 8,2 kg/l ;
- point de fusion : 1 365 à 1 370 °C ;
- coefficient de dilatation : 12,7 µm m−1 K−1 (de 0 à 100 °C) ;
- module de cisaillement : 80 à 85 kN/mm2 ;
- module de Young : 210 à 240 kN/mm2.

Les matériaux sont donnés pour supporter des températures jusqu'à 550 °C,.

## Applications
Cet alliage est utilisé pour des turbines à gaz (moteurs aéronautiques, centrales thermiques), des soupapes d'échappement de moteur à pistons et des échangeurs de chaleur. Il offre une certaine résistance à la corrosion que peuvent provoquer les dépôts de résidus de combustion, notamment les métaux alcalins, les sulfates et les chlorures.